# ベズプレーチュヌイ (国境警備艦)
ベズプレーチュヌイ(ロシア語:Безупречныйビズプリェーヌィイ)は、ソ連・ロシア連邦の国境警備艦(Пограничный сторожевой корабль)である。艦名は「申し分のない、非の打ち所のない」といった意味のロシア語の形容詞である。

## 概要
ベズプレーチュヌイは、ソ連国家保安委員会(KGB)によって発注されたP1124 設計により建造された。1979年、極東方面で建造される同計画の2 隻目となる工場番号41号艦がハバーロフスク造船工場で起工した。1981年3月18日にはKGBの海上国境局に登録され、ベズプレーチュヌイと命名された。この年の夏には進水、同年12月19日には竣工、太平洋国境警備管区カムチャツカ警備艦分艦隊に配備された。
ベズプレーチュヌイは、ペトロパヴロフスク＝カムチャツキーを根拠地にカムチャツカ半島沿海やオホーツク海およびベーリング海峡方面で200海里排他的経済水域に関する警備活動に従事した。ソビエト連邦の崩壊後はロシア国境軍に所属している。